# 欧龙山站
欧龙山站是青藏铁路上一的座铁路车站，位于青海省海西州德令哈市怀头他拉镇境内。车站于2006年7月1日启用，隶属于中国铁路青藏集团德令哈车务段。车站为无人值守站（但车站附近的线路工区与信号工区有人值守），仅办理列车会让、越行，不对外办理客货运业务。

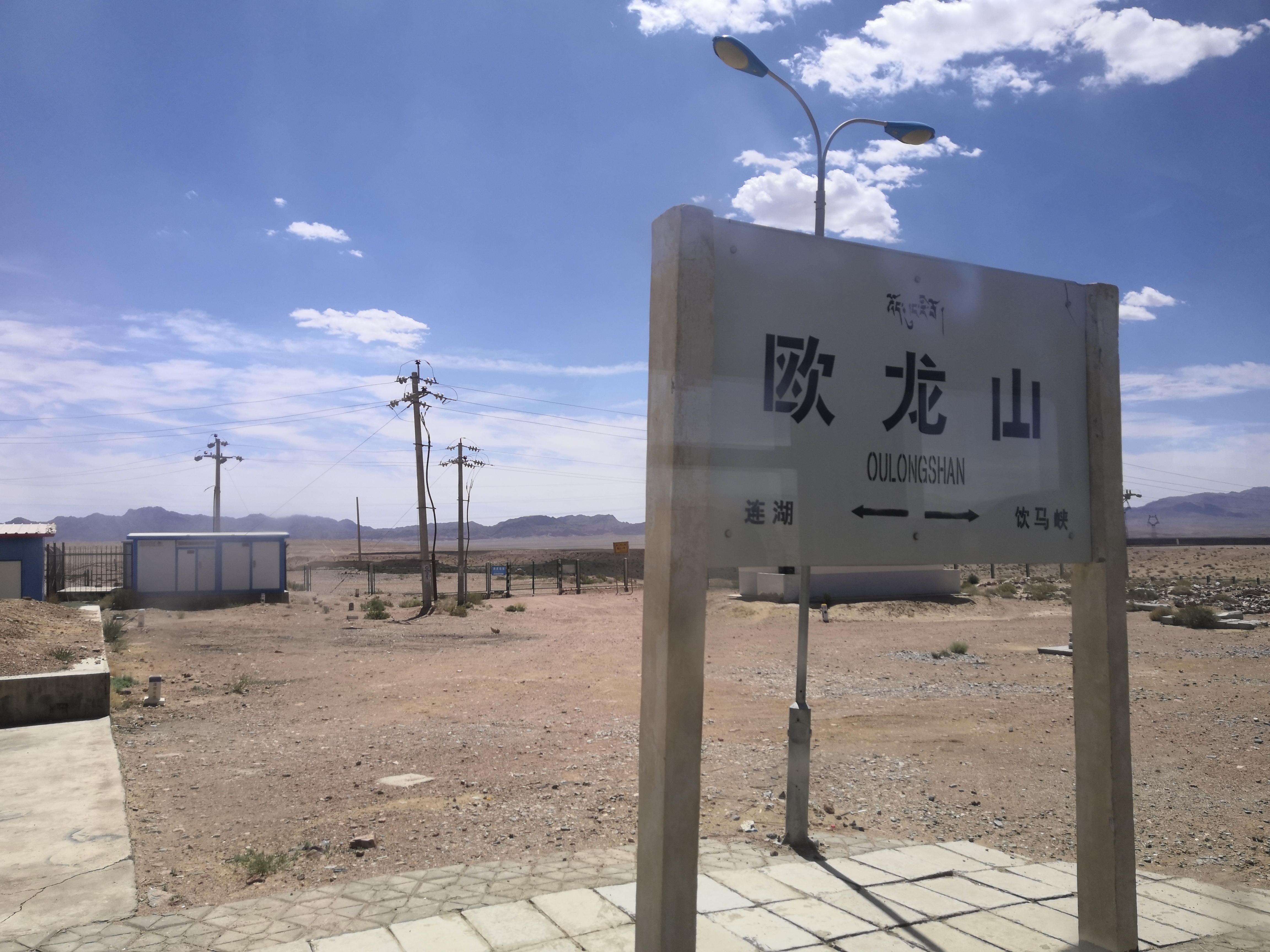
2020年，列车上抓拍的欧龙山站站牌

## 车站概况
车站站场为西南—东北走向，共设4股道（其中正线2股，侧线2股），站房设于线左，配有短站台1座。无客货运设施。车站上下行区间及站内均已电气化，上下行均为复线铁路。